# Munição
Browning M2 (EUA).
Munição, em termos genéricos, é a designação do material ou componente disparado a partir de qualquer arma; por exemplo: uma bola de pedra ou ferro disparada de uma catapulta ou canhão antigo, um seixo arremessado de um estilingue, uma flecha disparada de um arco, todos esses artefatos podem ser considerados munição. 
As munições podem ser descartáveis (por exemplo: bombas, mísseis, granadas, minas terrestres) e podem ser partes componentes de outras armas que criam o efeito em um alvo (por exemplo, balas e ogivas). Quase todas as armas mecânicas requerem algum tipo de munição para operar.
Munições bélicas podem ser disparadas sem o uso de propelentes químicos, utilizando impulsão eletromagnética para impulsionar os projéteis (ver: canhão de Gauss e canhão elétrico).

## Objetivo
O objetivo da munição é projetar uma força contra um alvo selecionado para ter um efeito (geralmente, mas nem sempre, letal). O exemplo mais icônico de munição é o cartucho de arma de fogo, que inclui todos os componentes necessários para entregar o efeito da arma em um único pacote.
A munição vem em uma grande variedade de tamanhos e tipos e geralmente é projetada para funcionar apenas em sistemas de armas específicos. No entanto, existem padrões internacionalmente reconhecidos para certos tipos de munições (por exemplo o 5,56×45mm NATO) que permitem seu uso em diferentes armas e por diferentes usuários. Existem também tipos específicos de munição que são projetados para ter um efeito especializado em um alvo, como projéteis perfurantes de armaduras e munição traçante, usados apenas em certas circunstâncias. A munição é comumente colorida de uma maneira específica para ajudar na identificação e evitar que os tipos de munição incorretos sejam usados acidentalmente. O acessório sabot, possibilita a que armas com canos largos, originalmente dimensionados para munições de maiores calibres, disparem munições de menor calibre.

## Histórico
O termo munição pode ser rastreado até meados do século XVII. A palavra vem do francês "la munition", para o material usado para a guerra. Na língua inglesa, as palavras "ammunition" e "munition" são frequentemente usadas de forma intercambiável, embora o termo "munition" agora geralmente se refira a um "sistema de armas" real e "ammunition" se refere ao que é disparado por ele. Em alguns idiomas diferentes do inglês, a "ammunition" é chamada de munição, como o francês ("munitions"), o alemão ("munition"), o italiano ("munizione") ou o português ("munição").

## Componentes
Os componentes básicos de uma munição para arma de fogo são:
- Detonador, espoleta
- Explosivo, propelente, pólvora
- Projétil, bala
- Estojo

## Utilização

### Na artilharia
Na artilharia, a munição é um item completo em que todos os componentes são unidos com segurança por um estojo. Antes da Segunda Guerra Mundial os estojos de artilharia eram quase sempre feitos de latão, mas desde então vem sendo amplamente substituído pelo aço. Na munição "semifixa", o projétil é destacável do estojo do cartucho, um arranjo que permite que a quantidade de carga propulsora possa ser ajustada. Na munição de carregamento separado, um cartucho completo consiste em três componentes: o projétil a ser disparado, o propelente (em vários recipientes, geralmente combustíveis) e a espoleta. Esse tipo de munição geralmente é usada nas armas de maior calibre porque seus componentes são mais fáceis de manusear em separado.
Os cartuchos de artilharia completos são ainda classificados de acordo com o tipo de projétil empregado, como alto explosivo, perfurante de armadura, antipessoal, nuclear ou químico.
|                                                                        |                                                  |                        |
| Pelouros, (antigas "balas" maciças de canhão) e projéteis de mosquete. | Munição de canhão ferroviário (Finlândia, 1943). | Obus alemão SMArt 155. |

### Em armas leves
A munição para armas leves é sempre do tipo fixo; munições completas são geralmente chamados de "cartuchos" e projéteis são chamados de "balas" (ou "bagos" no caso de espingardas). Os estojos dos cartuchos são geralmente feitos de latão, enquanto os estojos para bagos de espingarda são feitos de bronze e papelão ou latão e plástico. Os estojos da maioria dos rifles e metralhadoras militares têm um formato de "garrafa", permitindo que uma bala de pequeno calibre seja instalada com uma grande carga de propelente.

## Cartucho
Nas munições de armas leves, os termos munição e cartucho muitas vezes se confundem.
| Componentes do cartucho: 1. - Projétil 2. - Estojo (cápsula) 3. - Propelente 5. - Espoleta | Um Cartucho padrão.                                                                                    |
| Tipos de cartuchos: Cartucho de fogo central e de fogo circular (sem espoleta). | Cartuchos: de fogo central (esquerda) de fogo central tipo Berdan (centro) de fogo circular (direita). |
| Projétil Projétil é qualquer sólido que pode ser ou foi arremessado, lançado ou disparado por uma arma qualquer. No universo das armas de defesa, o projétil ou "bala") é a parte do cartucho que será lançada através do cano (ver: tiro (balística). | Projéteis.                                                                                             |
| Estojo O estojo é o componente de união mecânica do cartucho, apesar de não ser essencial ao disparo, já que algumas armas de fogo mais antigas dispensavam seu uso (ver: antecarga/retrocarga), trata-se de um componente indispensável às armas modernas. O estojo possibilita que todos os componentes necessários ao disparo fiquem unidos em uma única peça, facilitando o manejo da arma e diminuindo o intervalo entre cada disparo.                      | Estojos.                                                                                               |
| Propelente (pólvora, cordite, pólvora sem fumaça) O propelente ou carga de projeção é a fonte de energia química capaz de arremessar o projétil a frente, imprimindo-lhe grande velocidade. A energia é produzida pelos gases resultantes da queima do propelente, que possuem volume muito maior que o sólido original. O rápido aumento de volume de matéria no interior do estojo gera grande pressão para impulsionar o projétil.                            | Amostras de pólvora.                                                                                   |
| Espoleta A espoleta é um recipiente que contém a mistura química detonante e uma bigorna, utilizado em cartuchos de fogo central. A mistura detonante, é um composto que queima com facilidade, bastando o atrito gerado pelo amassamento da espoleta contra a bigorna, provocada pelo percussor que por sua vez é liberado pelo gatilho. A queima dessa mistura gera calor, que passa para o propelente, através de pequenos furos no estojo, chamados eventos. | Espoletas.                                                                                             |